# Lijst van wapens van voormalige Nederlandse waterschappen
Dit artikel bevat een lijst van wapens van voormalige Nederlandse waterschappen. Nederland is tegenwoordig verdeeld in 21 water- of hoogheemraadschappen. Deze lijst is op alfabetische volgorde gesorteerd, waarbij de woorden waterschap en hoogheemraadschap bij de sortering niet zijn meegenomen. Omdat er voor de honderden fusies duizenden kleine waterschappen bestonden is de lijst opgedeeld in verschillende provincies. Als het waterschap over meerdere provincies lag, is het wapen opgenomen in die provincies. Waterschappen en polderbesturen gebruikten niet altijd een wapen, zij die geen wapen voerden zijn niet opgenomen in deze lijst.

## Drenthe

Het wapen van Drentse Aa
Het wapen van Amsterdamscheveld
Het wapen van Bargerbeek
Het wapen van Dollardzijlvest
Het wapen van Duurswold
Het wapen van Eemszijlvest
Het wapen van Emmer-Erfscheidenveen
Het wapen van Hesselte
Het wapen van Hunze en Aa
Het wapen van Loo- en Drostendiep
Het wapen van Meppelerdiep
Het wapen van Middenveld
Het wapen van De Monden
Het wapen van Nijeveen-Kolderveen
Het wapen van Noordenveld
Het wapen van Oostermoerse Vaart
Het wapen van De Oude Vaart
Wapen van Reest en Wieden
Het wapen van Reiderland
Het wapen van Riegmeer
Het wapen van De Runde
Het wapen van Smilde
Het wapen van 't Suydevelt
Het wapen van De Veenmarken
Het wapen van De Vledder en Wapserveense Aa
Het wapen van Weerdinge
Het wapen van De Wold Aa
Het wapen van Wold en Wieden
Het wapen van Zuiveringsschap Drenthe

## Flevoland

Het wapen van Fleverwaard
Het wapen van Waterschap Noordoostpolder

## Friesland

Het wapen van Amelander Grieën
Het wapen van De Anjumer- en Lioessenser Polder
Het wapen van Zeewerend waterschap De Bildtpollen
Het wapen van Wetterskip Boarn en Klif
Het wapen van Boarnferd
Het wapen van van Boven Tjonger-Grootdiep
Het wapen van Buitenveld
Het wapen van De Deelen
Het wapen van De Delfstrahuizen
Het wapen van Eastergoa's Sédiken
Het wapen van Echten
Het wapen van De Engwierumerpolder
Het wapen van Grieën op Ameland
Het wapen van De Grote Noordwolderpolder
Het wapen van Groote Veenpolder in Weststellingwerf
Het wapen van Groote Sint Johannesgaster Veenpolder
Het wapen van Hasker Veenpolder
Het wapen van Heeg
Het wapen van Hommerts-Sneek
Het wapen van Kollumer- en Nieuwkruisland
Het wapen van Kollumerland-Oostdeel
Het wapen van Koningsdiep
Het wapen van Wetterskip Lauwerswâlden
Het wapen van De Linde
Het wapen van Lits en Lauwers (1963)
Het wapen van Lits en Lauwers (1970)
Het wapen van Luchtenrek
Het wapen van Ludinga
Het wapen van De Luts
Het wapen van It Marnelân
Het wapen van Marne-Middelsee
Het wapen van De Middelsékrite
Het wapen van Nes-Buren
Het wapen van Het Nieuw Bildt
Het wapen van Noardlik Westergoa
Het wapen van Oldelamer
Het wapen van De Ontginning
Het wapen van Polder van Oost- en Westdongeradeel
Het wapen van De Groote Veenpolder in Opsterland en Smallingerland
Het wapen van De Oosterpolder-Zeedijken onder Holwerd
Het wapen van Oosterwierumer Oudvaart
Het wapen van Het Oude Bildt
Het wapen van Riedpolder
Het wapen van Scharnegoutum c.a.
Het wapen van De Schoterlandsche Compagnonsvaart
Het wapen van Sevenwolden
Het wapen van De Sneeker Oudvaart
Het wapen van De Stellingwerven
Het wapen van Súd-Winninghe
Het wapen van Ter Idsardt en Oldeholtwolde
Het wapen van Ternaarderpolder
Het wapen van De Terschellinger Polder
Het wapen van Tjonger-Compagnonsvaarten
Het wapen van Tietsjerk
Het wapen van Tusken Mar en Klif
Het wapen van Tusken Waed en Ie
Het wapen van Vierde en Vijfde Veendistrict
Het wapen van Wetterskip De Waadkant
Het wapen van De Waarborg
Het wapen van Wetterskip De Wâlden
Het wapen van De Wâlden
Het wapen van Woudsend c.a.
Het wapen van Ymedam
Het wapen van Vijfdeelen Zeedijken Binnendijks
Het wapen van Vijfdeelen Zeedijken Buitendijks
Het wapen van Westergo's IJsselmeerdijken
Het wapen van Westerpolder-Zeedijken onder Holwerd
Het wapen van Zeedijken van Ferwerderadeel
Het wapen van Zeedijken van Oostdongeradeel
Het wapen van Zeedijken van Westdongeradeel
Het wapen van Zesde en Zevende Veendistrict
Het wapen van De Zeven Grietenijen en Stad Sloten
Het wapen van Zuiderpolder bij Franeker
Het wapen van Zwettegebied

## Gelderland

Het wapen van Arkemheem
Het wapen van Waterschap Baakse Beek
Het wapen van Barneveldse Beek
Het wapen van Waterschap van de Berkel
Het wapen van Beneden Linge
Het wapen van Betuwe
Het wapen van Bommelerwaard
Het wapen van van Polder Bommelerwaard boven de Meidijk
Het wapen van Brummen-Voorst
Het wapen van Polderdistrict Buren
Het wapen van Grebbedijk
Het wapen van Polderdistrict Groot Maas en Waal
Het wapen van Polderdistrict Hattem
Het wapen van IJsselland-Baakse Beek
Het wapen van Polderdistrict IJsselland
Het wapen van Lek en Linge
Het wapen van Neder-Betuwe
Het wapen van Kollegie van den Hoogen Dijkstoel des Rijks van Nijmegen
Het wapen van Noord-Veluwe
Het wapen van Noord West Veluwe
Het wapen van Polderdistrict Circul van de Ooij
Het wapen van Oost Veluwe
Het wapen van Polderdistrict Over-Betuwe
Het wapen van Waterschap van de Oude IJssel
Het wapen van Polder Veluwe
Het wapen van Regge en Dinkel
Het wapen van Polderdistrict Rijk van Nijmegen en Maas en Waal
Het wapen van Polderdistrict Rijn en IJssel
Het wapen van Polderdistrict Tieler- en Culemborgerwaarden
Het wapen van Tielerwaard
Het wapen van Wageningen en Ede
Het wapen van Vallei en Eem
Het wapen van Veluwe
Het wapen van Veluwe
Het wapen van het Zuiveringsschap Oostelijk Gelderland

## Groningen

Het wapen van Aduarderzijlvest
Het wapen van Dollardzijlvest
Het wapen van Dorpsterzijlvest
Het wapen van Eemszijlvest
Het wapen van De Monden
Het wapen van De Veenmarken
Het wapen van Electra
Het wapen van Fivelingo
Het wapen van het Generale Zijlvest der Drie Delfzijlen
Het wapen van Gorecht
Het wapen van Havenschap Delfzijl
Het wapen van Hoop en Verwachting
Het wapen van Hunsingo
Het wapen van De Johannes Kerkhovenpolder
Het wapen van Oldambt
Het wapen van Ommelanderzeedijk
Het wapen van Oostermoerse Vaart
Het wapen van Pekel A
Het wapen van Reiderland
Het wapen van Reiderzijlvest
Het wapen van het Termunterzijlvest
Het wapen van Westerkwartier
Het wapen van Westerwolde
Het wapen van Winsumer- en Schaphalsterzijlvest

## Limburg

Het wapen van Geleen- en Vlootbeek
Het wapen van Het Maasterras
Het wapen van Midden-Limburg
Het wapen van Noord-Limburg
Het wapen van De Oude Graaf
Wapen van Peel en Maasvallei
Het wapen van De Vlootbeek
Het wapen van Zuiveringsschap de Geul
Het wapen van Zuiveringschap Limburg

## Noord-Brabant

Het wapen van De Aa
Het wapen van De Aa of Weerijs
Het wapen van De Agger
Het wapen van De Alm
Het wapen van Alm en Biesbosch
Het wapen van Hoogheemraadschap De Brabantse Bandijk
Het wapen van De Brabantse Bieschbosch
Het wapen van Oud Land van Altena
Het wapen van De Boven-Mark
Het wapen van De Donge
Het wapen van De Dongestroom
Het wapen van De Emiliapolder
Het wapen van De Haagsche Beemden
Het wapen van De Ham
Het wapen van Hoogen Maasdijk van de Stad en Lande
Het wapen van Hoogheemraadschap voor het Land van Heusden en Altena
Het wapen van Land van Nassau
Het wapen van De Maas-en Diezepolders
Het wapen van De Maaskant
Het wapen van De Mark-Vlietlanden
Het wapen van het Heemraadschap van de Mark en Dintel
Het wapen van Mark en Weerijs
Het wapen van De Markgronden
Het wapen van Het Scheldekwartier
Het wapen van Striene
Het wapen van Vierlinghpolders
Het wapen van West-Brabant
Het wapen van West-Brabant
Het wapen van Zandleij
Het wapen van Zoomvliet

## Noord-Holland

Het wapen van De Aangedijkte Landen en Wieringen
Het wapen van Hoogheemraadschap Amstelland
Het wapen van Amstel en Vecht
Het wapen van Anna Paulownapolder
Het wapen van Polderbestuur de Beemster
Het wapen van Dijkbestuur Beemster
Het wapen van Waterschap Bijlmer
Het wapen van De Waterlanden
Het wapen van Waterschap De Wieringermeer
Het wapen van Dijkbestuur van Buiksloter, Broeker en Helmer Meeren
Het wapen van Dijkbestuur van Waterland
Het wapen van Dijkkollegie de Koekendijk
Het wapen van Dijkkollegie Niedorper Kogge
Het wapen van Dijkbestuur van Noordeindermeer
Het wapen van Drecht en Vecht
Het wapen van Drechterland
Het wapen van Heemraadschap Eilandspolder
Het wapen van Polder Geestmerambacht
Het wapen van Groot-Geestmerambacht
Het wapen van Groot-Haarlemmermeer
Het wapen van Waterschap Haarlemmermeerpolder
Het wapen van Het Lange Rond
Het wapen van Hollands Kroon
Het wapen van Polder Kortenhoef
Het wapen van Niedorper Kogge
Het wapen van Noorder Legmeer- en Thamerpolder
Het wapen van Hoogheemraadschap Noordhollands Noorderkwartier
Het wapen van Polder Oostzaan
Het wapen van Dijkbestuur van de Purmer
Het wapen van Dijkcollegie van Schager Kogge
Het wapen van Texel
Het wapen van Uitgeester en Heemskerkerbloekpolder
Het wapen van het Hoogheemraadschap van Uitwaterende Sluizen in Hollands Noorderkwartier
Het wapen van het Hoogheemraadschap van de Uitwaterende Sluizen in Kennemerland en West-Friesland
Het wapen van Vier Noorder Koggen
Het wapen vanPolder Waard-Nieuwland
Het wapen van Wieringerwaard
Het wapen van Waterschap Westfriesland
Het wapen van Zijpe en Hazepolder

## Overijssel

Het wapen van De Benedendinkel
Het wapen van Benoorden de Dedemsvaart
Het wapen van De Bovenvecht
Het wapen van Bezuiden de Vecht
Het wapen van Heiligenbergerbeek
Het wapen van IJsseldelta
Het wapen van Mastenbroek
Het wapen van De Noorder Vechtdijken
Het wapen van Ommerkanaal
Wapen van Reest en Wieden
Het wapen van Regge en Dinkel
Het wapen van Salland
Het wapen van De Schipbeek
Het wapen van De Vechtlanden
Het wapen van Vollenhove
Het wapen van Zuiveringschap West-Overijssel

## Utrecht

Het wapen van Hoogheemraadschap Amstelland
Het wapen van Hoogheemraadschap Amstel, Gooi en Vecht
Het wapen van Amstel en Vecht
Het wapen van Hoogheemraadschap van den Bunschoter Veen- en Veldendijk
Het wapen van Grootwaterschap De Ring der Ronde Venen
Het wapen van De Eem
Het wapen van Drecht en Vecht
Het wapen van Grebbe
Het wapen van Heiligenbergerbeek
Het wapen van het Waterschap Kromme Rijn
Het wapen van Leidse Rijn
Het wapen van Hoogheemraadschap van de Lekdijk Bovendams
Het wapen van Kollegie van Dijkgraven en Hoogheemraden van de Lek
Het wapen van Lopikerwaard
Het wapen van De Proosdijlanden
Het wapen van De Dijkstoel van de Rhenensche Nude en de Achterbergsche Hooilanden
Het wapen van Kollegie Waterschap van de Rivier d' Eem
Het wapen van Het College ter directie van den Slaperdijk
Het wapen van Vallei en Eem
Het wapen van De Vecht
Het wapen van het Veenraadschap der Geldersche en Stichtsche Veenen
Het wapen van Vleutense Wetering
Het wapen van Groot-Waterschap van Woerden

## Zeeland

Het wapen van Axeler Ambacht
Het wapen van De Breede Watering van Zuid-Beveland
Het wapen van De Breede Watering bewesten Yerseke
Het wapen van De Drie Ambachten
Het wapen van Hulster Ambacht
Het wapen van Noord-Beveland
Het wapen van Waterschap Noord- en Zuid-Beveland
Het wapen van Oostbeveland
Het wapen van Schouwen-Duiveland
Het wapen van Het Vrije van Sluis
Het wapen van Walcheren
Het wapen van De Verenigde Braakmanpolders
Het wapen van Wilhelminapolder
Het wapen van Tholen

## Zuid-Holland

Het wapen van De Aarlanden
Het wapen van Kollegie van Dijkgraven en Hoogheemraden van den Alblasserwaard
Het wapen van Hoogheemraadschap van de Alblasserwaard en de Landen van Arkel beneden de Zouwe
Het wapen van het Hoogheemraadschap van de Alblasserwaard en de Vijfheerenlanden
Het wapen van het Kollegie van Dijkgraaf en Heemraden van den Lande van Arkel boven en beneden de Zouwerdijk
Het wapen van Alm en Biesbosch
Het wapen van Kollegie van Dijkgraaf en Hoogdijk Heemraden van Asperen
Het wapen van Polder Berkel
Het wapen van polder Bloemendaal
Het wapen van Brielse Dijkring
Het wapen van Kollegie van Opperdijkgraaf en Hoogheemraden van den Burg van Putten
Het wapen van De Diefdijklinie
Het wapen van De Eendrachtse Polder onder den Hitsert
Het wapen van Dijkring Flakkee
Het wapen van Polder Goeree
Het wapen van Goeree-Overflakkee
Het wapen van De Grote Waard
Het wapen van Gouwelanden
Het wapen van De Hoeksche Waard
Het wapen van Waterschapsbestuur van de Hoogen Boezem achter Haastrecht
Het wapen van Dijkring IJsselmonde
Het wapen van Kollegie van Dijkgraaf en Hoogheemraden van den Krimpenerwaard
Het wapen van Kollegie van Dijkgraven en Hoogheemraden van de Lek
Het wapen van Meer en Woude
Het wapen van De Nederwaard
Het wapen van Nieuwe Gote
Het wapen van Polder Nieuwkoop
Het wapen van Polder Nieuwkoop en Noorden
Het wapen van Noordeind- en Geerpolder
Het wapen van Noordplas
Het wapen van Noordwoude
Het wapen van De Ommedijck
Het wapen van Vereenigde Polder aan de Oostzijde van de Gouwe
Het wapen van De Oude Venen
Het wapen van De Overwaard
Het wapen van Polder Oudshoorn
Het wapen van De Quack
Het wapen van Rugge (waterschap)
Het wapen van Hoogheemraadschap van Schieland
Het wapen van Polder Sint Adolfsland
Het wapen van Kollegie van Dijkgraven en Hoogheemraden van 's Lands van Vianen
Het wapen van Polders gelegen onder Sommelsdijk
Het wapen van De Vierpolders
Het wapen van Veen- en Geestlanden
Het wapen van Kollegie van Dijkgraven en Hoogheemraden van de Vijf Heerenlanden
Het wapen van Kollegie van Dijkgraven en Hoogheemraden van de Vijf Heerenlanden (1976)
Het wapen van Kollegie van Dijkgraven en Hoogheemraden van den Lande van Voorne
Het wapen van Wilck en Wiericke
Het wapen van Groot-Waterschap van Woerden
Het wapen van Zuid- en Noordeinderpolder
Het wapen van het Dijkkollegie van den Zwijndrechtsche Waard